# 930-е годы
930-е (девятьсо́т тридца́тые) го́ды по юлианскому календарю — промежуток времени с 1 января 930 года по 31 декабря 939 года, включающий 930 год 3-го десятилетия   и с 931 по 939 годы    4-го десятилетия X века 1-го тысячелетия.  Они закончились 1086 лет назад.

## Важнейшие события
- Республиканский период в Исландии[1] (930—1262).
- 932—934 — халиф Мухаммад ал-Кахир.
- 932 — конфликт Византии с Хазарией. Гонение на евреев.
- Битва при Риаде (933).
- Смута годов Дзёхэй и Тэнгё в Японии (936—941).
- Печенеги и венгры воевали против Византии.
- Низвержение династии Хоу-Тан (шато) китайцами. Основание империи Хоу-Цзинь.